# 斯波淳六郎

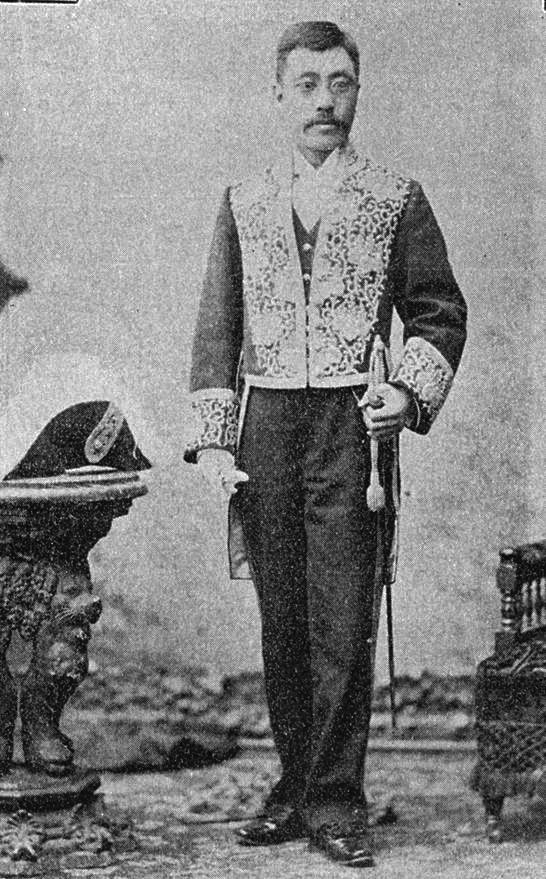
斯波淳六郎

斯波 淳六郎（しば じゅんろくろう、文久元年2月24日（1861年4月3日） - 昭和6年（1931年）1月2日）は、日本の内務官僚。錦鶏間祗候。日本法律学校（現在の日本大学）創立者の一人。妻は山東直砥の長女。

## 経歴
加賀国金沢藩家老津田正行の三男として生まれ、斯波蕃の養弟となった。1883年（明治16年）、東京大学法学部を卒業。卒業後は研究生となり、さらに文部省留学生としてベルリン大学で国法学、行政法、国際法を学んだ。1888年（明治21年）に帰国し、帝国大学法科大学教授となる。翌年2月、法制局参事官を兼ね、7月には教授の兼職を解かれ法制局専任となった。1894年（明治27年）からは恩給局審査官を兼任した。1898年（明治31年）、内務省社寺局長に転じ、1900年（明治33年）からは宗教局長を務めた。1913年（大正2年）、官制改正により廃官。1914年（大正3年）4月7日、錦鶏間祗候となった。1915年（大正4年）7月、内務省神社局長に就任したが、10月に退官した。